# 伊达·达波扬
伊达·达波扬（義大利語：Ida Da Poian，1946年5月5日—），意大利前女子射箭运动员。她曾代表意大利参加1976年夏季奥林匹克运动会射箭比赛，结果获得第十九名。